# Born to Run (альбом)
Born to Run — третій студійний альбом американського рок-виконавця Брюса Спрінгстіна, представлений 25 серпня 1975 року на лейблі Columbia Records. Альбом досяг № 3 у чарті Billboard 200 та був проданий тираж понад 6 млн копій. Платівка отримала платиновий статус від RIAA у 1986 році.
У 2003 році журнал Rolling Stone помістив цей альбом на № 18 у Списку 500 найкращих альбомів усіх часів за версією журналу Rolling Stone.
У 2011 році обкладинка альбому зайняла 15 місце у списку 50 найкращих обкладинок альбомів всіх часів за версією читачів інтернет-видання Music Radar.
У вересні 2016 року Брюс Спрінгстін опублікував автобіграфію, назва якої збігається із назвою цього альбому.

## Список композицій
Автор музики і слів Брюс Спрінгстін. 
| Сторона 1 | Сторона 1                 | Сторона 1  |
| #         | Назва                     | Тривалість |
| --------- | ------------------------- | ---------- |
| 1.        | «Thunder Road»            | 4:49       |
| 2.        | «Tenth Avenue Freeze-Out» | 3:11       |
| 3.        | «Night»                   | 3:00       |
| 4.        | «Backstreets»             | 6:30       |

| Side two | Side two                   | Side two   |
| #        | Назва                      | Тривалість |
| -------- | -------------------------- | ---------- |
| 1.       | «Born to Run»              | 4:31       |
| 2.       | «She's the One»            | 4:30       |
| 3.       | «Meeting Across the River» | 3:18       |
| 4.       | «Jungleland»               | 9:34       |